# 五諾璽
五諾璽（？—1771年），字寶臣，滿洲正紅旗人，繙譯鄉試中式舉人，乾隆十年乙丑科繙譯會試中式進士。

## 生平
- 乾隆九年，任廣西梧州府同知[4]
- 乾隆十六年十二月，調補廣西太平府明江理土同知[5]
- 乾隆十九年四月內，補授江西廣信府知府
- 乾隆二十一年九月內，調江蘇淮安府知府[6]
- 乾隆二十三年，任山西河東道[7]
- 乾隆二十六年正月，署理歸綏道[8]
- 乾隆二十七年七月，任湖南按察使[9][10]
- 乾隆二十九年二月，補授湖北布政使[11][12]
- 乾隆二十九年七月，調補四川布政使[13][14]
- 乾隆三十年七月，鑲紅旗漢軍副都統[15]
- 發往新疆和闐辦事
- 乾隆三十三年，與山西巡撫蘇爾德更換辦事回京[16][17]
- 乾隆三十四年八月，補授刑部侍郎[18]
- 乾隆三十四年十一月，調正黃旗滿洲副都統[19]
- 乾隆三十五年四月內，調刑部左侍郎[6]
- 乾隆三十五年，兼管光祿寺事務[20]
- 乾隆三十六年三月，兼管欽天監事務[21]
- 乾隆三十六年九月，前往烏里雅蘇台辦事[22][23][24]，代理烏里雅蘇台參贊大臣[25]
- 乾隆三十六年，奉差在外病故[26]